# WIDEプロジェクト
WIDEプロジェクト（ワイドプロジェクト）は、日本を拠点として1988年に設立された、産官学組織と共同でインターネット技術・標準・社会に関連する研究を推進する、グローバルな研究コンソーシアムである。WIDEは『英語: Widely Integrated Distributed Environment』の頭文字である。結成以来、米国が主導するインターネット関連技術を日本国内に導入しつつ、新技術の研究開発を促進する役割を担ってきた。現在は、技術を社会に繋げ、技術と技術を繋げ、研究者と研究者を繋げるという理念で運営されている。WIDEプロジェクトのメンバーは参加が認められた研究機関・企業・その他団体に所属している（過去に所属していた）者である。研究者の他に、学生も参加しており、大学生以上の学生の他、2023年から高校生世代の参加が認められている。

## 概要
元々は慶應義塾大学と東京大学、東京工業大学の3大学を結ぶデータ網を構築したことが切っ掛けとなり創設された「WIDE研究会」（1985年発足）が母体。JUNETとも密接な関わりを持っていたため混同されやすいが、運営そのものはJUNETとは別組織として行われている。WIDEプロジェクトの創設には関わっていないが、大型ネットワークテストベッドを運用しており、インターネットに関する研究を活発に行っている、奈良先端科学技術大学院大学(略称:NAIST), 北陸先端科学技術大学院大学(略称:JAIST)も、WIDEの活動や運営に深く関わっている。

### 主な実績
1992年12月3日に、WIDEプロジェクトのメンバーが、ISPであるIIJを設立した。IIJは独自にバックボーンネットワークの構築を開始し、後に日本国内の官公庁・法人向けのインターネット接続環境の普及に多大な貢献を果たすことになった。
1994年（平成6年）には日本初のインターネットエクスチェンジ（IX）であるNSPIXP1を東京都内に開設。その後1996年（平成8年）には、NSPIXP2を都内に、1997年（平成9年）には、NSPIXP3を大阪市にそれぞれ開設したほか、2003年（平成15年）4月には、NSPIXP2を発展的に解消し、日本初の本格的な分散運用型IXとして『dix-ie』の運用を開始した。
1995年11月30日には、「三菱電機 スーパーセレクション 坂本龍一 TOUR'95 D&L with 原田大三郎」の日本武道館ライブに技術協力を行った。その中で、ローリング・ストーンズに続いて世界で2例目,日本では初の試みとなる、インターネットを介した音楽ライブのライブストリーミングを行った。技術的には、通信衛星と、インターネットに設けられているマルチキャスト専用バックボーンであるMboneを用いていた。当時の回線速度の制約は厳しく、フレームレートは1fps未満と、実用的ではなかったようである。当該ライブはインターネット年表にも記載されている。
日本国内におけるインターネットの普及後は、前記のIX（dix-ie、NSPIXP3）の運用のほか、DNSのルートサーバの一つである M Root Server の運用など、日本のインターネット運用の一翼を担っている。また、インターネット関係者の交流、運用実験、研究プロジェクトを行っている。

## 主なメンバー
WIDEメンバーには、加わった順にWIDEナンバーが付与される。一覧については 公式サイト を参照のこと。WIDEメンバーには東京大学, 慶應義塾大学, 名古屋大学, JAIST, NAIST在籍者が多い。民間企業所属の人物も参加している。
- 村井純 (JUNET、WIDEプロジェクト双方の創設者であり、日本のインターネットの父とされている人物。)
- 江崎浩（代表）
- 篠田陽一
- 宇多仁
- 山口英
- 砂原秀樹
- 長健二朗
- 登大遊 (VPNソフトウェアのSoftEtherを開発し、未踏スーパークリエータの認定を受けている。)
- 関谷勇司
- 石田慶樹
- 大川恵子
- 尾上淳
- 加藤朗
- 門林雄基
- 河口信夫
- 楠本博之
- 神明達哉
- 竹井淳
- 寺岡文男
- 徳川義崇（尾張徳川家第22代当主、徳川黎明会会長）
- 中村修
- 中村素典
- 中山雅哉
- 萩野純一郎 (別名itojunとして知られる。BSDにおけるIPv6の実装プロジェクト「KAMEプロジェクト」を牽引した。)
- 山本和彦
- 木本雅彦
- 宮川祥子（孫文と大月薫の曾孫に当たる情報学者）

## 主な著書
- 日本でインターネットはどのように創られたのか？　WIDEプロジェクト20年の挑戦の記録（2009年3月 インプレスR&D(インプレスコミュニケーションズ) ISBN 978-4-8443-2677-9）